# Hans-Ulrich Niemitz
Hans-Ulrich Niemitz (* 22. November 1946 in Berlin; † 2. November 2010 ebenda) war Ingenieur und Leiter der früheren Arbeitsstelle Technikgeschichte und des Automatik-Museums an der Hochschule für Technik, Wirtschaft und Kultur in Leipzig.
Niemitz studierte Flugtechnik und war daraufhin zunächst im Maschinenbau sowie als wissenschaftlicher Assistent für praktische Mathematik an der TU Berlin tätig. Er studierte als Zweitstudium Geschichte und Ethik von Technik und Naturwissenschaften und promovierte 1992. Er war von 1995 bis 2009 Inhaber einer Professur an der Hochschule für Technik, Wirtschaft und Kultur in Leipzig (FH) und war an der Hochschule für das Studium generale zuständig.
Seine Lehrgebiete und Forschungsschwerpunkte waren Geschichte und Ethik von Technik und Naturwissenschaften, Wechselbeziehungen zwischen Technik, Kultur und Gesellschaft, Technikbewertung, Wandel von Leitbildern für die Technikentwicklung, sowie Chronologie.
Niemitz unterstützte – im Anschluss an Heribert Illig – die Hypothese einer erfundenen Zeitspanne im frühen Mittelalter (Phantomzeit). Er gilt als Erfinder des Begriffs der Phantomjahre. Niemitz zweifelte in einem Buch die Korrektheit der Radiokohlenstoffmethode und der Dendrochronologie sowie aller anderen wissenschaftlichen Datierungsverfahren grundsätzlich an. Zusammen mit Uwe Topper und Christian Blöss gründete er 1994 den Berliner Geschichts-Salon. Mit der Etablierung von Geschäftsprozessen im Internet begann Niemitz, sich mit Geldtheorie zu beschäftigen; nach seiner Auffassung ist Geld ein Rechtstitel auf Eigentum oder, wie er formuliert, Anspruch auf Gläubigereigentum.
Hans-Ulrich Niemitz wurde auch als Unterstützer der Germanischen Neuen Medizin bekannt. Ebenso wie die Phantomzeit-Hypothese wird auch diese von der überwiegenden Mehrheit der jeweiligen Fachwissenschaftler als pseudowissenschaftlich abgelehnt.

## Werke
- Christian Blöss, Hans-Ulrich Niemitz: C14-Crash. Mantis Verlag 1997, ISBN 3-92885-2159.
- Monika Berger-Lenz, Christopher Ray, Hans-Ulrich Niemitz: faktor-L. Neue Medizin. Die Wahrheit über Dr. Hamers Entdeckung – Krebs und andere heilbare Krankheiten. Faktuell-Verlag, ISBN 3-9809203-9-9.
- Hans-Ulrich Niemitz: Gutachten zur Neuen Medizin. Hochschule für Technik, Wirtschaft und Kultur, Leipzig 2003. (PDF (Memento vom 15. August 2010 im Internet Archive))
- Hans-Ulrich Niemitz: Warum wo beim elektronischen Handel mit virtuellen Gütern die Schwachstelle ist. In: Klaus P. Jantke, Wolfgang S. Wittig, Jörg Herrmann (Hrsg.) Von e-Learning bis e-Payment 2003. Das Internet als sicherer Marktplatz. Tagungsband LIT'03, 24-26. September 2003, Leipzig. AKA Akademische Verlagsgesellschaft, 2003, ISBN 3-89838-047-5. S. 99–110 (online)
- Hans-Ulrich Niemitz: Fälschungen im Mittelalter. In: Vorzeit Frühzeit Gegenwart (VFG), 1-91, S. 21 ff.
- Hans-Ulrich Niemitz, Heribert Illig: Hat das dunkle Mittelalter nie existiert? In: VFG, 1-91, S. 36 ff.
- Stefan Lanka, Hans-Ulrich-Niemitz, Veronika Widmer, Karl Kralfeld: Die Vogelgrippe. Der Krieg der USA gegen die Menschheit. klein-klein-verlag, ISBN 3-937342-15-X.

## Belege
1. ↑  Nachruf auf Faktuell (Memento vom 11. November 2010 im Internet Archive)
2. ↑  Mitglieder – Arbeitskreis Studium generale Sachsen (Memento vom 14. Dezember 2007 im Internet Archive)
3. ↑  Hans-Ulrich Niemitz: Eine frühmittelalterliche Phantomzeit – nachgewiesen in Frankfurter Stratigraphien. In: Vorzeit Frühzeit Gegenwart (VFG0) 3-93, 111 ff.
4. ↑  Christian Blöss, Hans-Ulrich Niemitz: C14-Crash. Das Ende der Illusion, mit Radiokarbonmethode und Dendrochronologie datieren zu können. 2. Auflage, Verlag IT&W, Berlin 2000. (PDF; 4,8 MB)
5. ↑  Hans-Ulrich Niemitz: Warum wo beim elektronischen Handel mit virtuellen Gütern die Schwachstelle ist. online